# Adolf Bibič
Adolf Bibič (* 3. Februar 1933 in Bizeljsko, heute Teil der Gemeinde Brežice; † 1996) war ein jugoslawischer bzw. slowenischer Politikwissenschaftler.

## Leben
Adolf Bibič studierte an der Universität Ljubljana und promovierte dort 1970. Ab 1976 war er Professor an der Hochschule für Politikwissenschaft Ljubljana. In den Jahren 1974 bis 1986 war er Chefredakteur der Zeitschrift Teorija in praksa (Theorie und Praxis).

## Werke
- Kaj je politična znanost? (Was ist Politikwissenschaft?), 1969
- Politična znanost, ideologija, politika (Politikwissenschaft, Ideologie, Politik), 1972
- Interesi in politika (Interessen und Politik), 1981
- Civilno društvo i politički pluralizam (Zivilgesellschaft und politischer Pluralismus), 1990
- Politikwissenschaft in Slowenien, in: Politikwissenschaft. Geschichte und Entwicklung in Deutschland und Europa, hrsg. v. Hans J. Lietzmann u. Wilhelm Bleek, 1996 (ISBN 3-486-23860-4), S. 341–363